# Marielle Nordmann
Pour les articles homonymes, voir Nordmann.
Marielle Nordmann, née le 24 janvier 1941 à Montpellier, est une harpiste française.

## Biographie
Marielle Nordmann est l'élève privilégiée de la harpiste Lily Laskine au Conservatoire de Paris. En 1958, elle obtient un premier prix. Entre 1960 et 1978, elle forme le Trio Nordmann avec le flûtiste André Guilbert et le violoncelliste Renaud Fontanarosa, avec lesquels elle fait plus de 50 créations de pièces qui lui sont dédiées,,.
Elle donne des master class pour enfants, organise des concours en France et à l’étranger, crée une fondation aidant les jeunes musiciens. Entre 1989 et 1999, elle enseigne en Argentine. Elle cofonde le Concours international de harpe Lily Laskine en 1993 et les Journées de la harpe à Arles en 1995.
Soliste internationalement reconnue, elle partage son temps entre les concerts, l’enseignement et la création artistique. Elle donne des concerts dans le monde entier (New York, Tokyo, Moscou, Buenos Aires, Sao Paulo, Bangkok…), et partage la scène avec de nombreux artistes : Isaac Stern, Mstislav Rostropovitch, Paul Tortelier, Maurice André, Iouri Bachmet, François-René Duchâble, Nemanja Radulović. Partenaire privilégiée de Lily Laskine, son unique professeur, et de Jean-Pierre Rampal, elle est invitée à jouer avec de nombreux orchestres autour du monde : Franz Liszt Chamber Orchestra, Orchestre philharmonique de Radio France, Los Angeles Chamber Orchestra, Mozarteum de Salzbourg, London Symphony Orchestra, entre autres,.
Marielle Nordmann s'engage aussi dans la création de spectacles où elle aime croiser les arts (mime, danse, comédie) et joue aussi le rôle de récitante.

## Discographie
- 1972 : Concert pour deux harpes - Lily Laskine, Marielle Nordmann (Erato)
- 1980 : La harpe romantique (Erato)
- 1980 : Deux Concertos pour harpe, Marielle Nordmann, Armin Jordan (cond.), Orchestre de chambre de Lausanne (Erato)
- 1981 : Spohr:Concerto Pour Violin No. 8 Op. 47, Symphonie concertante pour violon et harpe, Marielle Nordmann, Pierre Amoyal (violon), Armin Jordan (cond.), Orchestre de chambre de Lausanne (Erato)
- 1981 : Concerto pour flute & harpe KV 299 / Concerto Pour Hautbois KV 314 / Rondo Pour Flute KV 184, Marielle Nordmann, Jean-Pierre Rampal (flute), Pierre Pierlot (cond.) English Chamber Orchestra (Erato)
- 1982 : La harpe impressionniste (Erato)
- 1982 : Duettos & Nocturnes vocaux pour 2 voix et harpe, Marielle Nordmann, Udo Reinemann, Ana-Maria Miranda (Arion)
- 1984 : Œuvre de François Dizi et de Félix Godefroid  (Musique en Wallonie)
- 1984 : La harpe enchantée (Erato)
- 1988 : Louis Spohr, Œuvres pour harpe et flûte, András Adorján (flute), Marielle Nordmann, (Orfeo)
- 1990 : Music for flute and harp, Jean-Pierre Rampal (flute), Marielle Nordmann, (Sony Classical)
- 1993 : Concerti pour harpe, Marielle Nordmann, Orchestre d'Auvergne, Jean-Jacques Kanterow (FNAC)
- 1995 : Romantic Harp Concertos : Boieldieu, Parish Alvars, Viotti- Marielle Nordmann, Jean Pierre Rampal (cond.), Franz Liszt Chamber Orchestra (Sony Classical)
- 1995 : Concert chez Madame Récamier - Duos pour harpe et clavier, Brigitte Haudebourg, Marielle Nordmann, (Arion)
- 1994 : Harpe & flute de pan - Marielle Nordmann et Simon Stanciu Syrinx (flute de pan) (Erato)
- 2004 : Saint-Saens : Spartacus & pièces de concert, Olivier Charlier, Marielle Nordmann, Radovan Vlatković, Orchestre de chambre de Paris, Jean-Jacques Kantorow (Emi Classics)
- 2005 : Claude Debussy : Les Trois sonates - Bruno Pasquier, Roland Pidoux, Jean-Pierre Rampal, Marielle Nordmann, Patrice Fontanarosa, Émile Naoumoff  (Saphir)
- 2010 : E.T.A. Hoffmann - Musique de chambre, J. Joste, Marielle Nordmann (Imports)
- 2012 : Après un rêve - Marielle Nordmann et Nemanja Radulović (violon) (Transart)
- 2013 : Encuentro - Marielle Nordmann et Eduardo Garcia (bandonéon) (Tara Music)
- 2013 : Rautavaara: Symphony No. 8 (The Journey) / Harp Concerto - Marielle Nordmann, Leif Segerstam, Helsinski Philharmonic Orchestra (ondine)
- 2014 : Debussy - Caplet - Marielle Nordmann, Françoise Masset (chant), Yann Dubost (contrebasse) Quatuor Debussy (timpani)
- 2018 : Harp Trio - Marielle Nordmann, Clara Izambert, Alexandra Luiceanu (Evidence Classic)
- 2018 : Hommage a Debussy - 100 ans - Gérard Poulet, Dominique de Williencourt, Émile Naoumoff, Jean Ferrandis,  Marielle Nordmann (Europ&Art)

## Décorations
- Officier de la Légion d'honneur[8] (2023), Chevalier (1998).
- Chevalier de l'ordre des Arts et des Lettres

## Publications
- Marielle Nordmann, Association des amis de Lily Laskine, Lily Laskine, 1893-1988, Cabourg, Éd. Cahiers du temps, 1999  (ISBN 2911855159 et 978-2911855153)
- Fabrice Allia, Marielle Nordmann (adapt.), Eléonore Despax (ill.), Le miroir de Wintou, 2018  (ISBN 978-2-37727-071-2)